# Germain Perier
Pour les articles homonymes, voir Périer.
Germain Perier est un homme politique français né le 24 août 1847 à Château-Chinon (Nièvre) et décédé le 17 juillet 1916 à Château-Chinon.

## Biographie
Viticulteur, il est aussi avocat. Conseiller municipal d'Autun en 1878, maire en 1884, conseiller général en 1886, il est député de Saône-et-Loire de 1898 à 1916, inscrit au groupe de la Gauche démocratique. 

## Sources
- « Germain Perier », dans le Dictionnaire des parlementaires français (1889-1940), sous la direction de Jean Jolly, PUF, 1960 [détail de l’édition]